# John Lundvik
John Lundvik (ur. 27 stycznia 1983 w Londynie) – szwedzki piosenkarz, autor piosenek, lekkoatleta specjalizujący się w sprincie, brązowy medalista mistrzostw kraju. Reprezentant Szwecji w 64. Konkursie Piosenki Eurowizji (2019).

## Życiorys

### Rodzina i kariera sportowa
Urodził się w Londynie. Gdy miał rok, został adoptowany przez szwedzkich emigrantów mieszkających w Anglii. Jako sześciolatek przeprowadził się z rodziną do Växjö.
Trenował biegi sprinterskie, był członkiem klubu sportowego IFK Växjö. W 2005 zdobył brązowy medal na mistrzostwach Szwecji w sztafecie 4 × 100 metrów.

### Kariera muzyczna

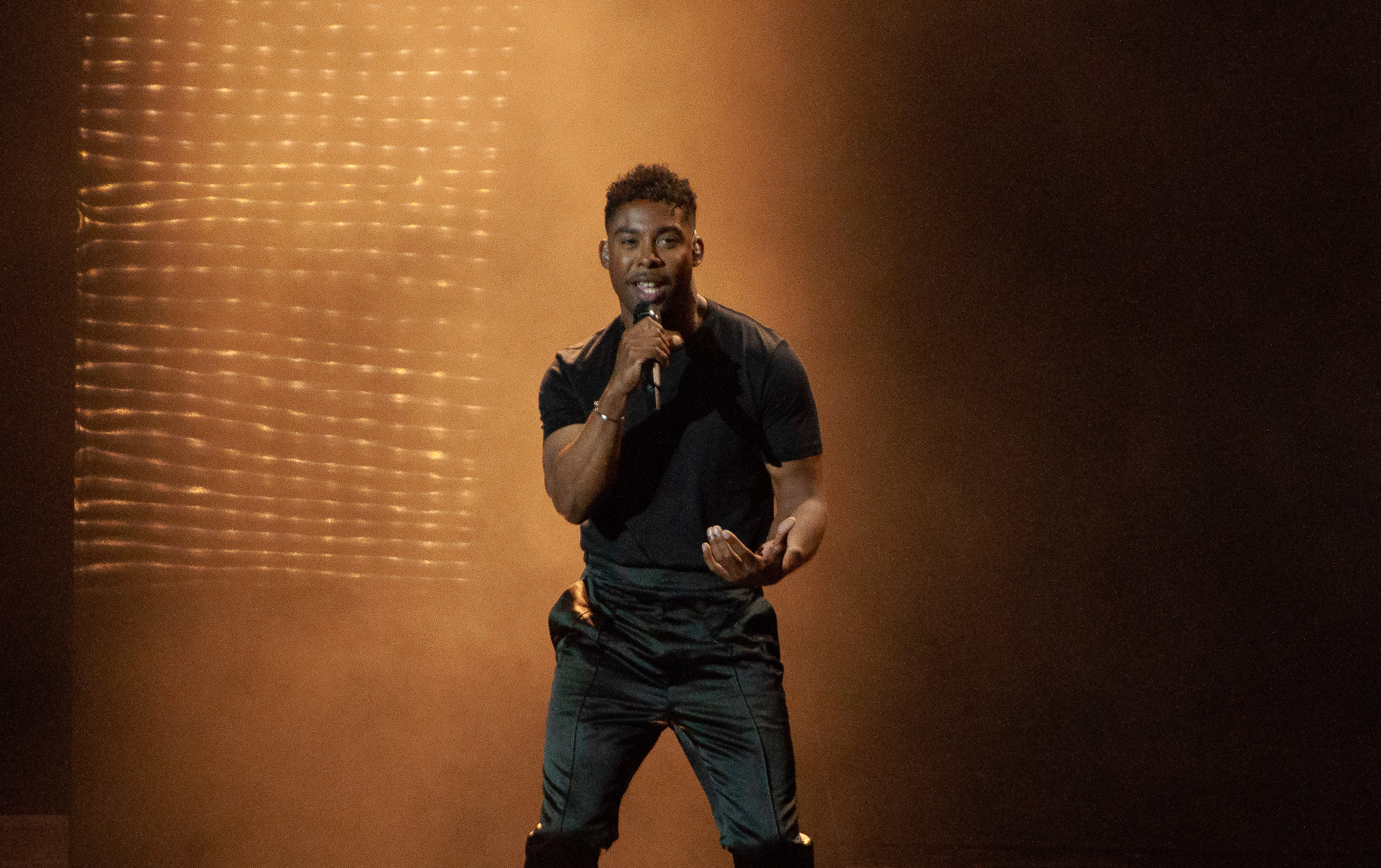
Lundvik podczas Konkursu Piosenki Eurowizji (2019)

W 2010 rozpoczął karierę muzyczną, komponując piosenkę „When You Tell the World You’re Mine”, która została napisana z okazji ślubu szwedzkiej księżniczki Wiktorii i Daniela Westlinga. Stworzył również ścieżkę dźwiękową do filmu Szybki cash oraz do serialu telewizyjnego Imperium. W 2016 wystąpił na ogólnokrajowym festiwalu Allsång på Skansen.
W 2018 z utworem „My Turn” zajął trzecie miejsce w programie Melodifestivalen 2018 wyłaniającym reprezentanta Szwecji w 63. Konkursie Piosenki Eurowizji. W 2019 z utworem „Too Late for Love” zwyciężył w finale kolejnej edycji krajowych eliminacji, dzięki czemu został ogłoszony reprezentantem Szwecji w 64. Konkursie Piosenki Eurowizji w Tel Awiwie. 18 maja wystąpił w finale konkursu i zajął piąte miejsce po zdobyciu 334 punktów. W tym samym konkursie Wielką Brytanię reprezentowała napisana przez niego piosenka „Bigger Than Us”, którą wykonał Michael Rice. Z singlem „Too Late for Love” dotarł na pierwsze miejsce szwedzkiej listy przebojów.
W 2022 z utworem „Änglavakt” zajął ósme miejsce w finale programu Melodifestivalen 2022. W 2025 z piosenką „Voice of the Silent” weźmie udział w programie Melodifestivalen 2025.